# Liste der Bürgermeister von Traunstein
Die Liste der Bürgermeister von Traunstein gibt einen Überblick über die Bürgermeister (ab 1948 Oberbürgermeister) der oberbayerischen Großen Kreisstadt Traunstein.

## Bürgermeister
| Bürgermeister   | Bürgermeister              | Partei | Partei | Amtszeit                                                            |
| --------------- | -------------------------- | ------ | ------ | ------------------------------------------------------------------- |
|                 | …                          |        |        |                                                                     |
|                 | Jakob Büchele              |        |        | 1795–1799                                                           |
|                 | Paul Ignaz Eder            |        |        | 1799–1801                                                           |
|                 | Johann Dirank              |        |        | 1802–1804                                                           |
|                 | Johann Baptist Pauer       |        |        | 1804–1805                                                           |
|                 | Josef Anton Mayr           |        |        | 1805–1806                                                           |
|                 | Johann Dirank              |        |        | 1806–1813                                                           |
|                 | Mathias Zinsmeister        |        |        | 1813–1818                                                           |
|                 | Joseph Bernhard Pauer      |        |        | 1818–1824                                                           |
|                 | Franz Anton Weber          |        |        | 1824–1830                                                           |
|                 | Anton Stallechner          |        |        | 1830–1842                                                           |
|                 | Joseph Wispauer (Vater)    |        |        | 1842–1845                                                           |
|                 | Josef Kirchofer            |        |        | 1845–1851                                                           |
|                 | Ignaz Sollinger            |        |        | 1851–1857                                                           |
| Jakob Prandtner | Jakob Prandtner            |        |        | 1857–1872                                                           |
|                 | Josef Wispauer (Sohn)      |        |        | 1873–1878                                                           |
|                 | Joseph Ritter von Seuffert |        |        | 1878–1909                                                           |
|                 | Georg Vonficht             |        |        | 1909–1935                                                           |
|                 | Georg Seufert              |        | NSDAP  | 1935–1945                                                           |
|                 | Karl Merkenschlager        |        | CSU    | 1945–1946                                                           |
|                 | Rupert Berger              |        | CSU    | 1946–1952                                                           |
|                 | Josef Kössl                |        | UW     | 1952–1959                                                           |
|                 | Wilhelm Steger             |        | UW     | 1960–1972                                                           |
|                 | Rudolf Wamsler             |        | UW     | 1972–1990                                                           |
|                 | Fritz Stahl                |        | SPD    | 1990–2008                                                           |
|                 | Wilfried Arsan             |        | UW     | der gewählte Oberbürgermeister nahm sich am 7. April 2008 das Leben |
|                 | Manfred Kösterke           |        | UW     | 2008–2014                                                           |
|                 | Christian Kegel            |        | SPD    | 2014–2020                                                           |
|                 | Christian Hümmer           |        | CSU    | seit 2020                                                           |